# ČKD
A ČKD (Českomoravská–Kolben–Daněk) az egykori Csehszlovákia, majd Csehország egyik legjelentősebb gépgyártó vállalata, amelynek gyökerei még a 19. század második felére, az Osztrák–Magyar Monarchia idejére nyúlnak vissza.

## A kezdetek

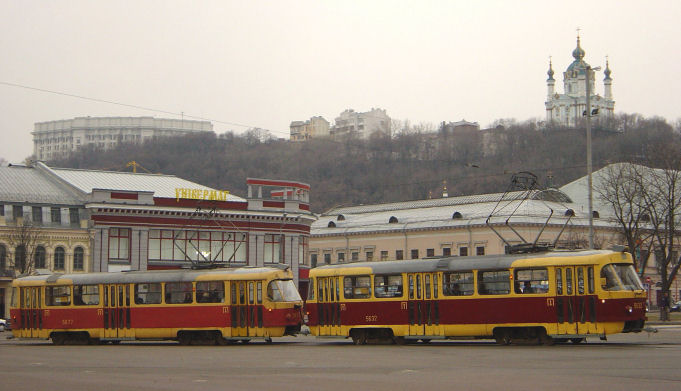
A ČKD Tatra által gyártott Tatra T3SU villamos Kijevben

A ČKD három vállalat összeolvadásával jött létre az 1920-as években.
1871-ben alapították a ma Prága egyik városrészét képező Libeňben   Prágai Első Cseh-Morva Gépgyárat (csehül: První česko-moravská továrna na stroje v Praze, németül: Erste Böhmisch-Mährische Maschinenfabrik) nevű építőipari céget, amelynek nevéhez többek között a Petříni kilátó megépítése fűződik. A vállalat a 19–20. század fordulóján már vasúti járműveket is gyártott. 1907-től a Ringhoffer Művekkel  közösen létrehozták a Prágai Autógyárat (Pražská továrna na automobily), amely elkezdte a Praga márkájú személygépkocsik gyártását.
Emil Kolben mérnök 1896-ban alapította meg Vysočanyban (ma Prága egyik kerülete) a Kolben a spol. (Kolben és társa) céget, amely két évvel később, 1898-ban összeolvadt a Pražská a. s.-sel, és létrejött a főleg energetikai gépgyártással foglalkozó Elektrotechnická a. s., amely 1901-től komplett vízerőműveket is készített.
Čeněk Daněk 1854-ben alapította meg Karlínben (ma Prága egyik kerülete) a Daněk a spol. (Daněk és társa) nevű cégét. Ez 1872-ben összeolvadt a Breitfeld & Evans céggel, és létrejött a Akciová společnost, dříve Breitfeld, Daněk a spol. részvénytársaság, amely főleg mezőgazdasági termékek feldolgozásához gyártott berendezéseket.
1921-ben a První česko-moravská továrna na stroje v Praze összeolvadt az Elektrotechnickou a. s.-sel és az új vállalat Českomoravská–Kolben néven működött tovább. Ebbe olvadt be 1927-ben az Akciová společnost, dříve Breitfeld, Daněk a spol. vállalat, és létrejött a Českomoravská–Kolben–Daněk nevű vállalat (rövidítve: ČKD), amely a legnagyobb csehszlovák iparvállalat lett.
Az 1930-as évektől az egyik fő tevékenységi területe a gép- és vasúti járműgyártás volt, előállított energetikai berendezéseket, gőzturbinákat, mozdonyokat, dízelmotorokat, de jelentős volt a fegyvergyártás is. Tevékenységének másik fő területe a háztartási berendezések (mosógépek, porszívók, hűtőszekrények) gyártása volt.

## Amásodik világháborúban
Csehszlovákia német megszállása alatt a vállalat fegyvereket gyártott a Wehrmacht számára. Legismertebb akkori terméke a Pz 38(t) harckocsi és az ennek alvázán kialakított Jagdpanzer 38(t) páncélvadász volt.

## A szocialista időszak
A második világháború után a ČKD-t államosították és a ČKD Stalingrad nevet kapta. Az 1946-ban államosított Ringhoffer-Tatra smíchovi vagongyárából létrejött Vagonka Tatra Smíchov gyárat 1963-ban a ČKD-hoz csatolták. Az ekkor ČKD Tatra nevet kapott gyár világviszonylatban is az egyik vezető villamos-gyártóvá vált. Jelentős volt a dízelmozdonyok gyártása is a ČKD-nál, amelyeket nagy mennyiségben exportáltak a volt szocialista országokba. A ČKD-mozdonyok a Szovjetunióban a CSME (ЧМЭ) jelzést kapták. A szocialista időszakban a vállalat közel 50 ezer főt foglalkoztatott. A szervezeti struktúra a csehszlovák időszakban többször változott, és Prágán kívül az ország más részeiben is létesültek üzemek. A ČKD néhány gyáregysége ebben az időszakban a Škodához került.

## Az önálló Csehországban
1989 után a jelentős politikai és gazdasági változások következtében a vállalat elveszítette egykori közép- és kelet-európai piacainak jelentős részét. 1990-ben ČKD Praha néven állami tulajdonú részvénytársasággá alakult, amely 18 leányvállalattal rendelkezett. 1994-ben a vállalatot privatizálták és a menedzsment által alapított INPRO cég vásárolta meg részvényeinek 51%-át. Ezt követően a vállalatot holdinggá alakították, a neve pedig ČKD Praga Holding lett. A menedzsment azonban nem volt sikeres, a holding 1998-ra csőd közeli állapotba került. Ekkor a holding néhány cégét felszámolták, a többi az állami ISP bankon keresztül állami tulajdonba került vissza. Az állami tulajdonos a vállalatokat később eladta, a vasúti járműveket gyártó vállalatot a Siemens vette meg. A ČKD márkanevet is birtokló vállalatrész 2004-ben a 11 FITE vállalat tulajdonába került, és ČKD Praga Group néven működik tovább. A csoportot négy részvénytársasági formában működő cég alkotja: a ČKD Praha Diz, a ČKD Nové Energo, a ČKD Elektrotechnika, a Polodoviče és az ETT Energetika.